# Chakassiens regionslag i bandy
Chakassiens regionslag i bandy representerar Chakassien i bandy på herrsidan. Laget spelade i Russian Government Cup 1992 och deltog även i Russian Government Cup 2012.